# Eupatoriastrum corvi
Eupatoriastrum corvi, vrsta meksičkog (Chiapas) polugrma ili grma iz porodice  glavočika.

## Opis
Matudina, kako je još nazvana, izvorno je opisana kao Eupatorium na temelju njegovih 5-rebrastih cipsela i papusa s brojnim čekinjama, ali njegov je stil gol. Karakterističan je po tome što ima ljuskavo cvjetište, omotač od brojnih preklapajućih filarija i vrlo uske vjenčiće.

## Sinonimi
- Eupatorium corvi McVaugh; Contr. Univ. Michigan Herb. 9: 389 (1972)
- Matudina corvi (McVaugh) R.M.King & H.Rob.; Phytologia 26: 171 (1973)